# Ashley Jensen
Ashley Jensen (Annan, Dumfries, 11 de agosto de 1969) é uma atriz britânica nascida na Escócia, mais conhecida por seu trabalho na série de televisão Ugly Betty, como Christina McKinney. Além desta, participou também de May to December, Extras e The Eleventh Hour. Em 22 de janeiro de 2007, se casou como o ator Terry Beesley, em uma cerimônia na Califórnia.